# Saulzet-le-Froid
Saulzet-le-Froid ist eine französische Gemeinde mit 287 Einwohnern (Stand: 1. Januar 2022) im Département Puy-de-Dôme in der Region Auvergne-Rhône-Alpes (vor 2016 Auvergne). Saulzet-le-Froid gehört zum Arrondissement Issoire und zum Kanton Orcines (bis 2015 Saint-Amant-Tallende).

## Geographie
Saulzet-le-Froid liegt etwa 19 Kilometer südsüdwestlich von Clermont-Ferrand. In der Gemeinde entspringt der Fluss Monne. Umgeben wird Saulzet-le-Froid von den Nachbargemeinden Orcival im Norden und Nordwesten, Vernines im Norden, Aurières im Norden und Nordosten, Aydat im Osten und Nordosten, Le Vernet-Sainte-Marguerite im Süden und Südosten, Murol und Chambon-sur-Lac im Süden sowie Mont-Dore im Westen und Südwesten.

## Weblinks

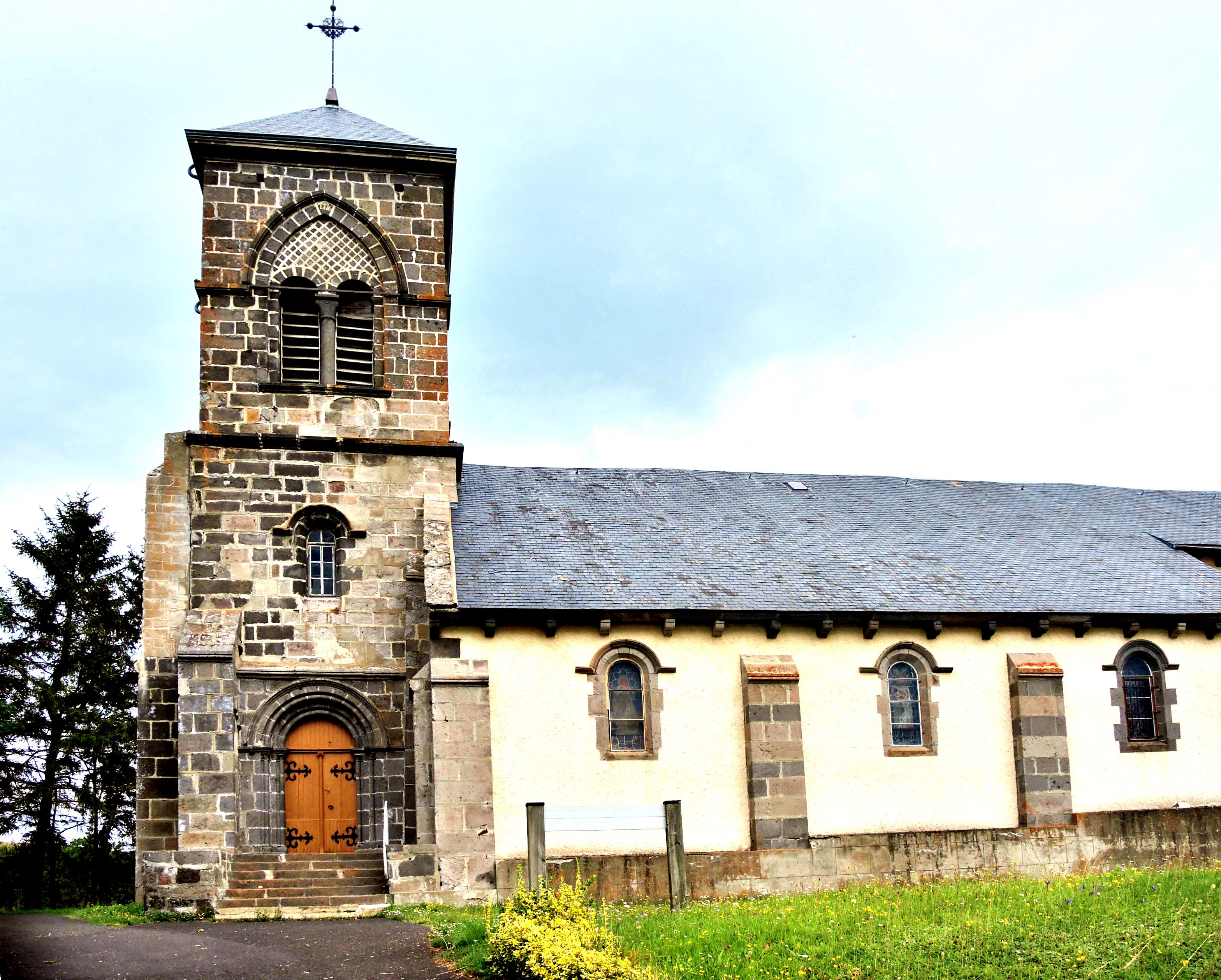
Kirche Notre-Dame-de-l'Assomption

## Bevölkerung
| Jahr                       | 1962 | 1968 | 1975 | 1982 | 1990 | 1999 | 2006 | 2013 |
| Einwohner                  | 370  | 307  | 264  | 252  | 228  | 231  | 248  | 266  |
| Quellen: Cassini und INSEE |      |      |      |      |      |      |      |      |

## Sehenswürdigkeiten
- Kirche Notre-Dame-de-l’Assomption